# Nvidia PureVideo HD
Als PureVideo HD bezeichnet das Unternehmen Nvidia eine mit der GeForce-7-Serie eingeführte Videoplattform  zur Verbesserung der Multimedia-Fähigkeiten von Nvidia-Grafikkarten (Qualität und Flexibilität). Die PureVideo-HD-Technik dient zur Hardwarebeschleunigung von Videos in gängigen kommerziellen Formaten. Dem Hauptprozessor wird damit, je nachdem, um welche Generation es sich handelt und in welchem Format das Video vorliegt, die Arbeit ganz oder teilweise abgenommen.

## Erste Generation
PureVideo HD wurde mit GeForce-7-Serie eingeführt. Dabei konnte die Grafikkarte zum Beispiel die Formate MPEG-2, WMV3/VC-1 und H.264 verarbeiten. Bei H.264-Material konnten die letzten beiden Stufen des Dekodierens übernommen werden. Die ersten beiden Dekoderstufen „Bitstream Processing“ und „Inverse Transform“ übernimmt weiterhin der Hauptprozessor.

## Zweite Generation
PureVideo HD der zweiten Generation kann Videos in den Formaten MPEG-2, H.264 und WMV3/VC-1 verarbeiten und damit den Hauptprozessor beim Abspielen dieser Videoformate entlasten. Der in den Grafikchip integrierte Videoprozessor VP2 kann die letzten drei Decoderstufen der HD-Formate H.264 und VC-1 übernehmen. Die erste Decoderstufe „Bitstream Processing“ übernimmt bei H.264 der ebenfalls in den Grafikchip integrierte Bitstream-Prozessor (BSP), für die anderen Formate übernimmt diese Aufgabe weiterhin der Hauptprozessor.
Die AES128 Engine ist ebenfalls in den Grafikchip integriert, welche das Decodieren des AES-Verschlüsselungsprotokolls übernimmt. Dieses Verschlüsselungsprotokoll wird im Kopierschutz AACS vieler kommerzieller HD DVDs und Blu-ray Discs genutzt.

## Dritte Generation
PureVideo HD der dritten Generation kann weiterhin Videos in den Formaten MPEG-2, H.264 und WMV3/VC-1 verarbeiten. Im Gegensatz zur Vorgängergeneration kann nun auch die erste Decoderstufe „Bitstream Processing“ bei VC-1- und MPEG-2-Material übernommen werden, so dass auch diese Formate vollständig über den Grafikprozessor abgearbeitet werden können.
Grafikchips der dritten PureVideo-Generation (G98, MCP77, MCP78, MCP79, MCP7A) haben einen Fehler, der das beschleunigte Dekodieren von H.264-Videos mit folgenden horizontalen Auflösungen verhindert: 769-784, 849-864, 929-944, 1009-1024, 1793-1808, 1873-1888, 1953-1968 und 2033-2048 Pixel.

## Vierte Generation
Bei PureVideo HD der vierten Generation wurde zusätzlich zu bestehenden Funktionen ein Bitstream-Decoder für MPEG-4 Advanced Simple Profile (ASP) hinzugefügt, der ein Profil des ISO-Standards MPEG-4 Teil 2 ist, allerdings ohne Unterstützung der Globalen Bewegungskompensation, die ein Teil dieses Profils ist. Außerdem wird erstmals MVC unterstützt. Die ersten Grafikkarten mit PureVideo HD der vierten Generation (manchmal als VP4 abgekürzt) waren die Geforce G210 und G210 M.

## Fünfte Generation
Die fünfte Generation von PureVideo HD erhielt einen wesentlich leistungsfähigeren Decoder, der zusätzlich zu den bestehenden Funktionen neben einer stark erhöhten Geschwindigkeit auch höhere Auflösungen bis 4K unterstützt, allerdings nicht unter VDPAU. Die erste Grafikkarte mit PureVideo HD der fünften Generation (manchmal als VP5 abgekürzt) war die Geforce GT 520.

## Sechste Generation
Die sechste Generation von PureVideo HD (abgekürzt VP6) wurde mit der Maxwell-Architektur eingeführt, z. B. mit der GeForce GTX 750 / GTX 750 Ti (GM107) und der Geforce-900-Serie. Im Vergleich zur fünften Generation wurde die Leistungsfähigkeit bei der Dekodierung von H.264 und MPEG-2 signifikant verbessert. Außerdem ist die sechste Generation nun in der Lage, DCI-4K-Videos mit einer Auflösung von 4096×2160 Pixeln und, abhängig vom verwendeten Treiber und Codec, auch höhere Auflösungen bis zu 4096×4096 Pixel zu dekodieren. Des Weiteren wurde die Fehlerverdeckung bei der Dekodierung von fehlerhaften Videoströmen verbessert.

## Software-Unterstützung
Für PureVideo HD stellt Nvidia proprietäre Gerätetreiber zur Verfügung, die DXVA (für Windows) und VDPAU (für unixoide Betriebssysteme) unterstützen. Unter macOS unterstützt das Video Decode Acceleration Framework das Dekodieren von H.264 ab der dritten PureVideo-Generation. Alle Programme, die eine dieser Programmierschnittstellen unterstützen, können PureVideo HD nutzen.